# Bras de fer (film, 2017)
Pour les articles homonymes, voir Bras de fer.
Pour plus de détails, voir Fiche technique et Distribution.
Bras de fer est un film documentaire québécois, réalisé par les frères Jean-Laurence et Jonathan Seaborn et paru en 2017.
On y suit Véronique Lalande et Lous Duchesne, deux citoyens du quartier Limoilou, à Québec, qui se sont mobilisés pour dénoncer la  contamination de leur quartier par des métaux lourds.

## Synopsis
Le 26 octobre 2012, le quartier Limoilou se retrouve couvert d'un dépôt de poussière rouge. Véronique Lalande, préoccupée par sa santé et celle de son bébé, signale la situation aux autorités. Déçus par l'immobilisme des autorités sanitaires et environnementales, elle et son conjoint Louis Duchesne décident de mener leur propre enquête pour connaître la nature et l'origine de cette poussière. Il s'avère que ce sont les activités de transbordement de minerais au Port de Québec qui sont à l'origine de la pollution. Il s'ensuit un long combat entre les citoyens, qui revendiquent le droit à un environnement sain, et les dirigeants du Port, qui minimise sa responsabilité dans la pollution à Limoilou.
Le film témoigne du quotidien du couple qui tentent de faire bouger les choses en mobilisant leurs concitoyens, en interpellant les élus et en déposant un recours collectif. Cinq ans plus tard, exaspérés par la peu de soutien des institutions publiques et par la persistance de la contamination de leur quartier, Véronique Lalande et Louis Duchesne déménagent.

## Analyse
Le film s'inscrit dans le courant du cinéma direct, les réalisateurs souhaitant documenter le dossier des poussières métalliques à Limoilou, mais aussi le quotidien de deux citoyens qui ont décidé de s'engager socialement.

## Autour du film
Les représentants du Port de Québec ont adressé une mise en demeure aux réalisateurs.

## Fiche technique
- Genre : Documentaire
- Langue : français
- Durée : 77 minutes
- Format : Apple Pro Res 422 HQ, H264, Blu-Ray, DCP, DVD
- Scénaristes et réalisateurs : Jean-Laurence Seaborn et Jonathan Seaborn
- Direction photo et prise de son : Jonathan Seaborn
- Production : Studio Seaborn
- Montage image : Jonathan Seaborn
- Musique : APM
- Prise de son : Jean-Laurence Seaborn
- Conception sonore : Jean-Laurence Seaborn
- Mixage sonore : Jean-Laurence Seaborn
- Distribution : Spira

## Distinctions
- Festival international du film des droits de l'homme de Paris 2017 : Prix du Jury[3].